# Сауарита
Сауарита (англ. Sahuarita) — город в округе Пима в штате Аризона США. По данным переписи населения США 2020 года, численность населения составляла 34 134 человек.

## Население
| 2010[…] | 2020    |
| ------- | ------- |
| 25 259  | ↗34 134 |